# Kiwi & Strit
Kiwi & Strit (Originaltitel: Kiwi og Strit) ist eine dänische animierte Zeichentrickserie. Die deutschsprachige Erstausstrahlung erfolgte am 9. Januar 2017 auf KiKA. Die Zielgruppe der Serie sind Kinder im Vorschulalter.
Kiwi & Strit wurde vom dänischen Animationsstudio Copenhagen Bombay in Zusammenarbeit mit dem Norddeutschen Rundfunk produziert.

## Handlung
Die Fabelwesen Kiwi und Strit leben auf einer Lichtung in einem Wald, in dem außer den beiden noch zahlreiche andere phantastische Wesen zuhause sind. Die beiden sind die besten Freunde, haben allerdings sehr gegensätzliche Charaktereigenschaften. Kiwi ist sehr ordentlich, plant stets seine Handlungen vorher, ist schüchtern und vorsichtig. Strit dagegen ist spontan und draufgängerisch, er handelt meistens ohne vorher zu überlegen. Auch die Häuser der beiden Hauptfiguren entsprechen deren Charakter: das Haus von Kiwi ist ordentlich und aufgeräumt, das Haus von Strit ist völlig chaotisch und liegt sogar auf der Seite. Gemeinsam erleben sie verschiedene Abenteuer, welche sie am Ende jeder Episode auf einem Polaroidfoto festhalten.
Die Serie soll Kindern verdeutlichen, dass es wahre Freundschaft auch zwischen völlig verschiedenen Charakteren geben kann.

## Episoden
Die erste Staffel von Kiwi & Strit mit 26 Episoden wurde 2017  produziert. Eine zweite Staffel mit weiteren 26 Episoden ist aktuell (Stand: Oktober 2019) in Produktion.

## Rezeption
Oliver Armknecht, Chefredakteur der Seite Film-Rezensionen.de, vergleicht Kiwi & Strit mit den Minions aus Ich – Einfach unverbesserlich und den Figuren aus dem Spielfilm Die Winzlinge – Operation Zuckerdose. Er sieht die beiden Hauptcharaktere in „bester Tradition anderer skandinavischer Fantasiewesen“. Die Serie sei zwar schlicht und wenig anspruchsvoll, aber dennoch „humorvoll“, „charmant und turbulent“ und für Kinder bedenkenlos zu empfehlen.

## Veröffentlichungen
Das Label Edel Germany veröffentlichte die Serie im deutschsprachigen Raum auf drei DVDs.